# Ragnitz
Ragnitz est une commune autrichienne du district de Leibnitz en Styrie.

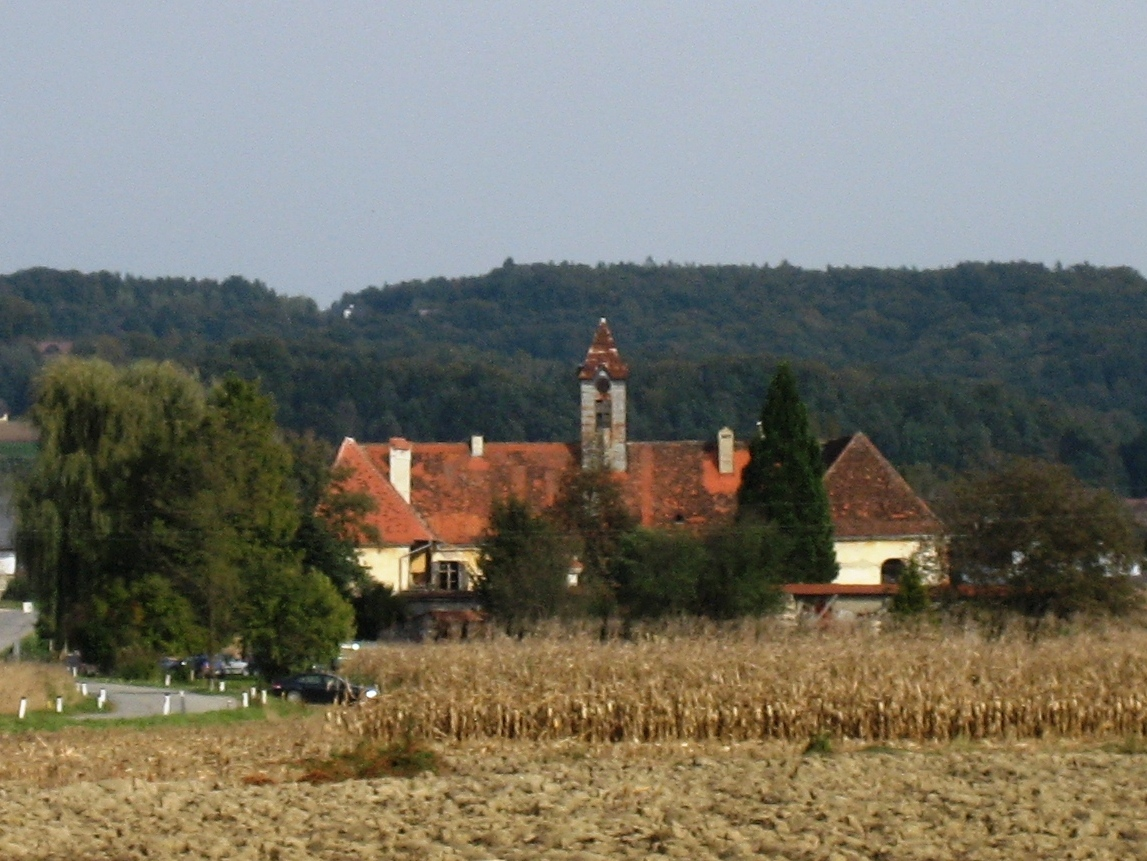
Schloss Rohr